# Oxygonum thulinianum
Oxygonum thulinianum är en slideväxtart som beskrevs av Santiago Ortiz Núñez. Oxygonum thulinianum ingår i släktet Oxygonum och familjen slideväxter. Inga underarter finns listade i Catalogue of Life.